# Hatitia defonlonguei
Hatitia defonlonguei är en spindelart som först beskrevs av Lucien Berland 1913.  Hatitia defonlonguei ingår i släktet Hatitia och familjen spökspindlar.
Artens utbredningsområde är Ecuador. Inga underarter finns listade i Catalogue of Life.